# Liste der Beiträge für den besten fremdsprachigen Film für die Oscarverleihung 1966
Die folgenden 15 Filme, alle aus verschiedenen Ländern, waren Vorschläge in der Kategorie Bester fremdsprachiger Film für die Oscarverleihung 1966. Die hervorgehobenen Titel waren die fünf letztendlich nominierten Filme, welche aus den Ländern Griechenland, Italien, Japan, Schweden und der Tschechoslowakei stammen. Der Oscar ging an Das Geschäft in der Hauptstraße, ein schwarzkomödiantisches Drama aus der Tschechoslowakei.
Zum ersten Mal nahm Ungarn am Wettbewerb teil.

## Beiträge
| Land                          | Deutscher Verleihtitel          | Sprache(n)             | Originaltitel                                      | Regisseur(e)                              | Ergebnis        |
| ----------------------------- | ------------------------------- | ---------------------- | -------------------------------------------------- | ----------------------------------------- | --------------- |
| Vereinigte Arabische Republik | El mustahil                     | Arabisch               | المستحيل (El mustahil)                             | Hussein Kamal                             | Nicht nominiert |
| Argentinien                   | Der Abgott                      | Spanisch               | Pajarito Gómez                                     | Rodolfo Kuhn                              | Nicht nominiert |
| Brasilien                     | São Paulo, Sociedade Anônima    | Portugiesisch          | São Paulo, Sociedade Anônima                       | Luis Sérgio Person                        | Nicht nominiert |
| Dänemark                      | Gertrud                         | Dänisch                | Gertrud                                            | Carl Theodor Dreyer                       | Nicht nominiert |
| BR Deutschland                | Es                              | Deutsch                | Es                                                 | Ulrich Schamoni                           | Nicht nominiert |
| Frankreich                    | Elf Uhr nachts                  | Französisch            | Pierrot le fou                                     | Jean-Luc Godard                           | Nicht nominiert |
| Griechenland                  | Blutendes Land                  | Griechisch             | Το χώμα βάφτηκε κόκκινο (To chóma váftike kókkino) | Vasilis Georgiadis                        | Nominiert       |
| Indien                        | Guide                           | Hindi                  | गाइड (Guide)                                        | Vijay Anand                               | Nicht nominiert |
| Israel                        | Der Glaskasten                  | Französisch, Hebräisch | La cage de verre                                   | Philippe Arthuys, Jean-Louis Levi-Alvarès | Nicht nominiert |
| Italien                       | Hochzeit auf italienisch        | Italienisch            | Matrimonio all'italiana                            | Vittorio De Sica                          | Nominiert       |
| Japan                         | Kwaidan                         | Japanisch              | 怪談 (Kaidan)                                      | Masaki Kobayashi                          | Nominiert       |
| Mexiko                        | Tarahumara (Cada vez más lejos) | Spanisch               | Tarahumara (Cada vez más lejos)                    | Luis Alcoriza                             | Nicht nominiert |
| Schweden                      | Lieber John                     | Schwedisch             | Käre John                                          | Lars-Magnus Lindgren                      | Nominiert       |
| Spanien                       | Tante Tula                      | Spanisch               | La Tía Tula                                        | Miguel Picazo                             | Nicht nominiert |
| Tschechoslowakei              | Das Geschäft in der Hauptstraße | Slowakisch             | Obchod na korze                                    | Ján Kadár, Elmar Klos                     | Gewonnen        |
| Ungarn                        | Zwanzig Stunden                 | Ungarisch              | Húsz óra                                           | Zoltán Fábri                              | Nicht nominiert |